# Léon Binoche
Pour les personnes ayant le même patronyme, voir Binoche.

a Compétitions nationales et continentales officielles uniquement.

b Matchs officiels uniquement.
Léon Binoche, né le 16 août 1878 à Champs-sur-Yonne et mort le 28 août 1962 à Ferney-Voltaire, est un joueur français de rugby à XV évoluant au poste de demi d'ouverture.

## Biographie

### Famille
Léon Binoche est le fils du négociant Adolphe Binoche (1827-1911), président de la Chambre de commerce de Rio de Janeiro, administrateur des Chargeurs réunis et de la société d’assurances maritimes La Mélusine, et d'Ursula Rosa de Araujo Mattos, de nationalité brésilienne. 
Il est le père de la résistante et femme politique Antoinette Binoche (1910-2001) et du résistant et compagnon de la Libération, le général François Binoche (1911-1997), le grand-père de l'universitaire et historien Jacques Binoche (né en 1938) et le grand-oncle de l'actrice Juliette Binoche (née en 1964).

### Carrière sportive
Léon Binoche évolue au poste de demi d'ouverture au Racing Club de France, où il remporte le Championnat de France de rugby à XV 1899-1900 et le Championnat de France de rugby à XV 1901-1902. 
De plus, il est champion olympique de rugby aux Jeux olympiques d'été de 1900 à Paris.
Son frère cadet Pierre Binoche (1881-1960) évolue aussi au R.C.F. dans les années 1899-1900, au poste de trois-quarts aile.

### Carrière industrielle
Après sa carrière sportive, diplômé de l'École supérieure de commerce (1899), il se consacre à l'industrie, ouvrant une fabrique au Kremlin-Bicêtre puis à Stains.

## Palmarès
- Vainqueur du Championnat de France en 1900 et 1902.
- Champion olympique de rugby en 1900.